# Tháng 8 năm 2006
Trang này liệt kê những sự kiện quan trọng vào tháng 8 năm 2006.

## Thứ bảy, ngày5 tháng 8
- Vận động viên xe đạp Oscar Pereiro Sio (người Tây Ban Nha) cho rằng anh là người thắng cuộc tại Tour de France năm 2006 sau khi người Mỹ Floyd Landis không vượt qua vụ thử doping mẫu B.

## Chủ nhật, ngày6 tháng 8
- Hội nghị Gặp gỡ Việt Nam (Rencontres du Vietnam) lần thứ 5 đã được khai mạc tại Khách sạn Horizon ở Hà Nội, Việt Nam. Hội nghị sẽ tập trung thảo luận những vấn đề mới nhất trong vật lý hạt cơ bản và vật lý thiên văn trên phạm vi toàn thế giới. Cuộc họp sẽ kéo dài đến hết ngày 11 tháng 8.
- Xung đột giữa Quân đội Sri Lanka và Những con Hổ giải phóng Tamil leo thang thành bạo lực lớn nhất trong cuộc xung đột dân tộc lâu năm của nước này sau khi lệnh ngừng bắn được ký vào năm 2002.

## Thứ hai, ngày7 tháng 8
- Pháo kích của Hezbollah vào Kfar Giladi và Haifa, cũng như các cuộc tấn công của Israel tại Liban, vẫn tiếp tục trong cuộc xung đột Israel-Liban.

## Thứ ba, ngày8 tháng 8
- Núi lửa Mayon gần thành phố Legazpi (Philippines) đe dọa phun lửa, làm hơn 30.000 người phải sơ tán.

## Thứ tư, ngày9 tháng 8
- Tại Thành phố Mexico (México), những người ủng hộ ứng cử viên tổng thống Andrés Manuel López Obrador tiếp tục biểu tình phản đối kết quả bầu cử.

## Thứ năm, ngày10 tháng 8
- Cảnh sát Thành phố của Luân Đôn tuyên bố rằng họ đã phá âm mưu khủng bố nổ bom trên nhiều chuyến bay từ Anh qua Hoa Kỳ.
- 1,5 triệu người phải sơ tán và ít nhất 106 người thiệt mạng khi cơn bão Saomai (Sao Mai) đổ bộ vào tỉnh Triết Giang ở miền đông Trung Quốc.

## Thứ sáu, ngày11 tháng 8
- Hội đồng Bảo an LHQ nhất trí thông qua Nghị quyết 1701 kêu gọi Israel và Hezbollah ngừng bắn.

## Thứ ba, ngày15 tháng 8
- Te Arikinui Phu nhân Te Atairangikaahu, Nữ hoàng của người Māori, qua đời tại Ngaruawahia (New Zealand) và kết thúc triều đại 40 năm.

## Thứ tư, ngày16 tháng 8
- Ủy ban của Hiệp hội Thiên văn Quốc tế đề nghị định nghĩa mới của thuật ngữ hành tinh để bao gồm Ceres, Charon, và 2003 UB313, cũng như nhiều thiên thể ngoài Sao Hải Vương khác, vào Hệ Mặt Trời. BBC

## Chủ nhật, ngày20 tháng 8
- Cuộc bầu cử tổng thống tại Cộng hòa Dân chủ Congo dẫn đến cuộc bầu lại vì không có ứng cử viên nào được đa số phiếu.
- Các nhà toán học Andrei Okounkov, Grigory Perelman, Terence Đào, và Wendelin Werner đoạt Giải thưởng Fields tại Đại hội Nhà toán học Quốc tế ở Madrid (Tây Ban Nha), nhưng Perelman từ chối giải thưởng này.

## Thứ năm, ngày24 tháng 8
- Hiệp hội Thiên văn Quốc tế từ bỏ đề nghị của tuần trước và biểu quyết tái định nghĩa thuật ngữ "hành tinh"; định nghĩa mới giáng cấp Sao Diêm Vương thành "hành tinh lùn" và làm Hệ Mặt Trời chỉ có tám hành tinh.

## Thứ bảy, ngày26 tháng 8
- Chính phủ Uganda và Quân đội Kháng chiến của Chúa đồng ý ngừng bắn để cố gắng kết thúc cuộc xung đột 20 năm.

## Thứ năm, ngày31 tháng 8
- Tổng thống Iran Mahmoud Ahmadinejad tuyên bố rằng Iran có quyền sử dụng công nghệ hạt nhân, vào ngày giới hạn do Hội đồng Bảo an Liên Hợp Quốc đã định.
- Cảnh sát Na Uy lấy lại hai bức tranh Edvard Munch nổi tiếng bị cướp, Skrik (Tiếng Thét) và Madonna.